# Église Saint-Martin de Fontaines-d'Ozillac
L'église Saint-Martin est une église catholique située à Fontaines-d'Ozillac, en France.

## Localisation
L'église est située dans le département français de la Charente-Maritime, dans la commune de Fontaines-d'Ozillac.

## Description
Façade composite avec un large pignon ; à gauche, partie romane, avec portail à trois voussures et deux baies aveugles ; au-dessus, ensemble de cinq arcs romans sur colonnettes doubles. À droite, partie Renaissance ; porte basse, au-dessus décor dans un bandeau, puis au-dessus encore grande coquille Saint-Jacques. Clocher carré, sans style particulier, couvert d'une pyramide d'ardoise

## Protection
L'édifice est classé au titre des monuments historiques en 2002.